# Michael Hübner (Politiker)

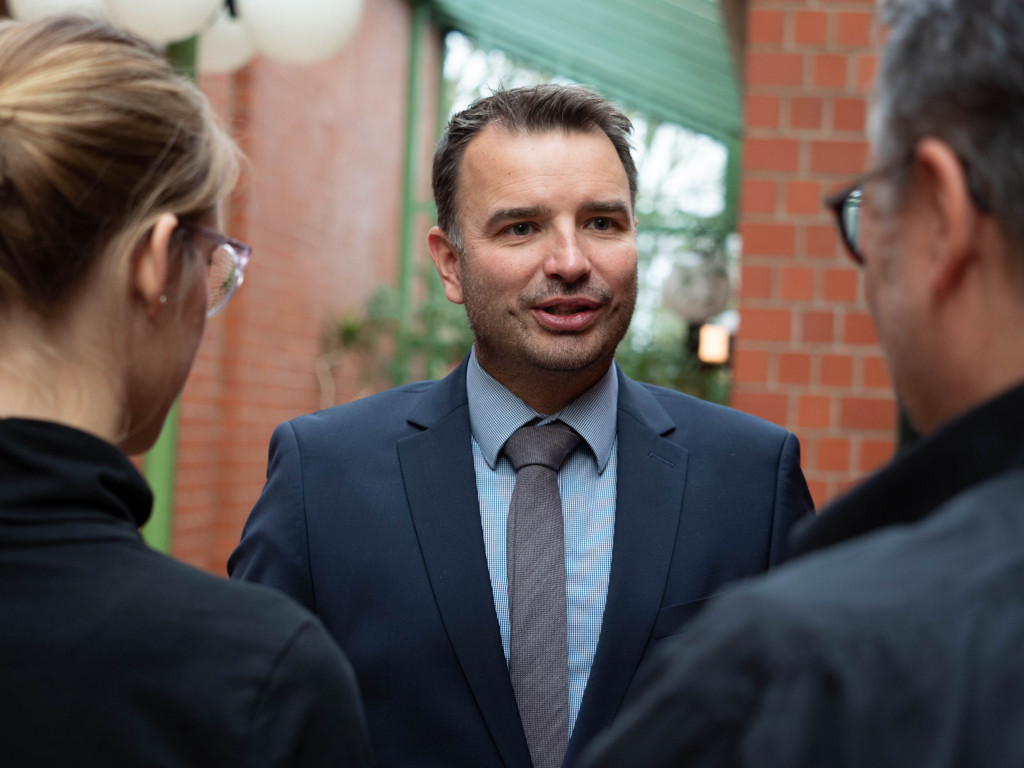
Michael Hübner (2019)

Michael Ralf Hübner (* 30. April 1973 in Kirchhellen) ist ein deutscher Politiker (SPD). Er war von 2010 bis 2022 Abgeordneter im Landtag Nordrhein-Westfalen.

## Leben
Michael Hübner wuchs in Gladbeck auf. Er legte im Jahr 1992 seine Abiturprüfung am Heisenberg-Gymnasium ab. Anschließend studierte er an der Gerhard-Mercator-Universität Duisburg Politikwissenschaft, Geschichte und Öffentliches Recht. Nach seinem Studienabschluss leistete er seinen Zivildienst ab. Beruflich war er danach als Berater im Gesundheitswesen tätig. Zwischen 2009 und 2015 leitete er einen pharmazeutischen Herstellungsbetrieb (Steinweg Medical GmbH, Castrop-Rauxel).
Er ist verheiratet und hat zwei Kinder.

## Politik

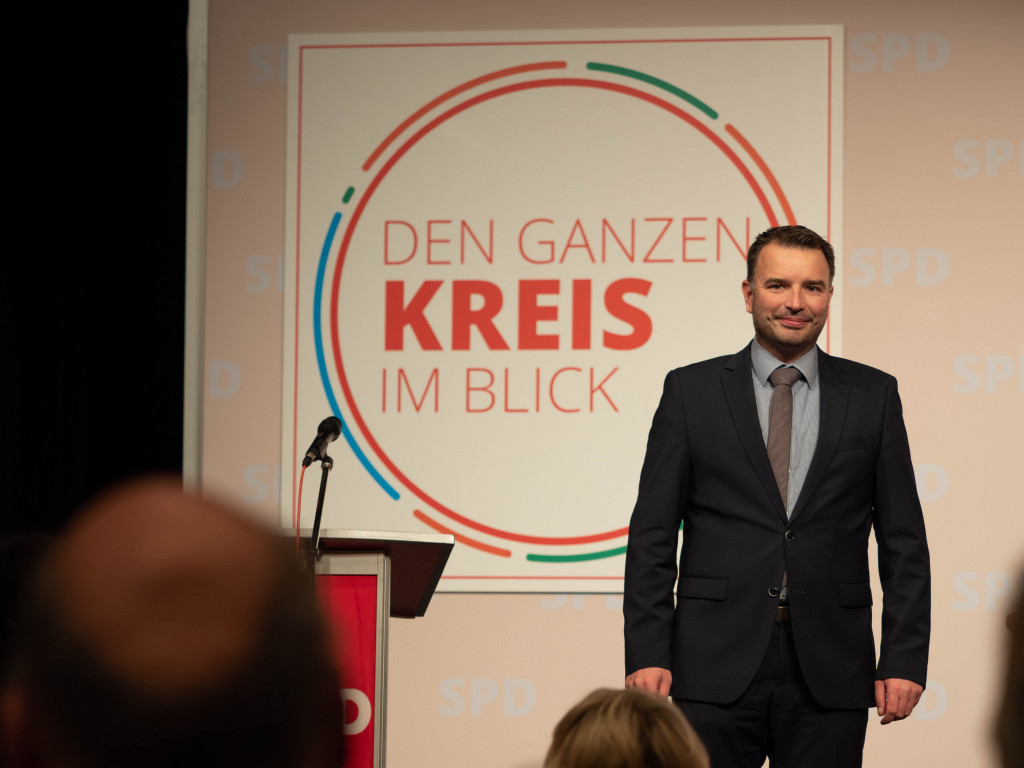
Kreisparteitag der SPD Recklinghausen 2019

Michael Hübner gehört seit 1993 der SPD an. Er war in den Jahren 2000 bis 2022 Vorsitzender des SPD-Ortsvereins Gladbeck-Butendorf und ist seitdem normales Mitglied im Ortsverein Gladbeck-Süd. 1999 bis 2004 Sachkundiger Bürger im Planungs- und Bauausschuss der Stadt Gladbeck. Seit 2004 Mitglied des Rates der Stadt Gladbeck, dort Vorsitzender der SPD-Ratsfraktion bis 2020, seit 2009 stellvertretender Vorsitzender des Ausschusses für integrierte Innenstadtentwicklung, stellvertretender Vorsitzender des Haupt- und Finanzausschusses sowie seit 2014 stellvertretender Vorsitzender des Kulturausschusses.
Michael Hübner trat bei der Landtagswahl in Nordrhein-Westfalen 2010 zum ersten Mal für den Landtagswahlkreis Recklinghausen III an und zog mit einem Direktmandat in den Landtag ein. Bei den Landtagswahlen 2012 und 2017 wurde er wiedergewählt. Im September 2015 wählte ihn die SPD-Landtagsfraktion zum stellvertretenden Vorsitzenden. In der SPD-Landtagsfraktion war er für die Bereiche Wirtschaft, Energie sowie Europa verantwortlich. Nach der Landtagswahl 2022 schied er aus dem Landtag aus.
Im Jahr 2019 wurde er von seiner Partei einstimmig als Kandidat für das Amt des Landrates im Kreis Recklinghausen nominiert. In der Landratswahl am 13. September 2020 erhielt Hübner mit 31,9 % der Stimmen das zweitbeste Ergebnis. Am selben Tag wurde Hübner ins Ruhrparlament gewählt. In der Stichwahl der Landratswahl am 27. September 2020 erreichte er 49,5 % der Stimmen und unterlag damit sehr knapp Bodo Klimpel von der CDU, der 50,5 % der Stimmen erzielte.